# Sociedade Esportiva River Plate
La Sociedade Esportiva River Plate, noto anche semplicemente come River Plate, è una società calcistica brasiliana con sede nella città di Carmópolis, nello stato del Sergipe.

## Storia
Il club è stato fondato il 18 agosto 1967. Il River Plate ha vinto il Campeonato Sergipano Série A2 nel 2009 e il Campionato Sergipano nel 2010. Il club ha partecipato al Campeonato Brasileiro Série D nel 2010, dove è stato eliminato alla prima fase. Ha vinto di nuovo il Campionato Sergipano nel 2011, dopo aver battuto il São Domingos in finale, e partecipando al Campeonato Brasileiro Série D nello stesso anno, dove è stato eliminato alla prima fase.

## Palmarès

### Competizioni statali
- Campionato Sergipano: 2

2010, 2011
- Campeonato Sergipano Série A2: 1

2009